# Музей «Сараево 1878—1918»
Музей «Сараево 1878—1918» (босн. Muzej «Sarajevo 1878—1918») — музей, расположенный недалеко от Латинского моста в центре Сараево, столицы Боснии и Герцеговины. В 1914 году, когда Франц Фердинанд, предполагаемый наследник престола Австро-Венгрии, был застрелен Гаврилой Принципом, что спровоцировало Июльский кризис, приведший к началу Первой мировой войны, в здании располагался магазин деликатесов Морица Шиллера.

## История
Музей является частью Национального музея Боснии и Герцеговины. Постоянная экспозиция содержит коллекцию предметов и фотографий, с помощью которых музей представляет хронологическую историю австро-венгерского правления в Боснии и Герцеговине. Она разделена на тематические блоки:
- Сопротивление оккупации
- Административная и культурная жизнь
- Культурные и религиозно-просветительские общества, типографии и издательства
- Промышленность и архитектура
- Последствия австро-венгерской аннексии Боснии и боснийский парламент
- Убийство кронпринца Франца Фердинанда и его жены Софии, приведшее к Первой мировой войне.

Учитывая, что восприятие Принципа в разных слоях общества зачастую сильно различается, музей склонен преуменьшать историческую значимость здания, несмотря на то, что его местоположение является главной достопримечательностью для многих посетителей.

### Пистолет Принципа
Пистолет, представленный в экспозиции, является копией, а не оригинальным оружием, использованным во время преступления. После убийства эрцгерцога настоящий пистолет был передан вместе с окровавленной рубашкой эрцгерцога иезуитскому священнику Антону Пунтигаму, бывшему близким другом и духовником убитого. Пистолет и рубашка оставались у австрийских иезуитов до 2004 года, когда их предложили в долгосрочную аренду Музею военной истории в Вене. В настоящее время они являются частью постоянной экспозиции музея.

### Реконструкция убийства
В связи с тем, что угол здания музея стал местом, откуда началась атака Принципа, там были установлены несколько мемориалов в память об этом событии. Большинство из них просуществовали недолго.
В 1917 году был установлен столб, который был разрушен в следующем году. В 1940-х годах была установлена мемориальная доска, которая была снята во время вторжения немецкой армии.
После Второй мировой войны была установлена новая мемориальная доска вместе с «следами», которые были установлены на бетоне тротуара снаружи. Они наглядно обозначали место, откуда Принцип совершил смертельные выстрелы.
Во время Боснийской войны «следы» были разрушены, а затем вырваны. В это время музейная коллекция была спрятана для сохранности.
В настоящее время в музее выставлен «набор следов», который является копией оригинальных следов.
В честь столетия со дня убийства, произошедшего в 2014 году, была установлена новая мемориальная доска небольшого размера. Она выполнена в нейтральном сером цвете и содержит надпись: «С этого места 28 июня 1914 года Гаврило Принцип совершил убийство наследника австро-венгерского престола Франца Фердинанда и его супруги Софии».